# Commonwealth Bank Tennis Classic
Il Commonwealth Bank Tennis Classic è stato un torneo femminile di tennis che si giocava a Bali in Indonesia dal 2001 al 2008. Faceva parte della categoria Tier III ed era giocato sul cemento. Nel 2009 è stato rimpiazzato dal Commonwealth Bank Tournament of Champions.

## Albo d'oro

### Singolare
| Località                | Anno | Campionessa            | Finalista           | Punteggio        |               |
| ----------------------- | ---- | ---------------------- | ------------------- | ---------------- | ------------- |
| Surabaya (Indonesia)    | 1994 | Elena Wagner           | Ai Sugiyama         | 2–6, 6–0, ritiro |               |
| Surabaya (Indonesia)    | 1995 | Wang Shi-ting (1)      | Yi Jing Qian        | 6–1, 6–1         |               |
| Surabaya (Indonesia)    | 1996 | Wang Shi-ting (2)      | Nana Miyagi         | 6–4, 6–0         |               |
| Surabaya (Indonesia)    | 1997 | Dominique van Roost    | Lenka Němečková     | 6–1, 6–3         |               |
| Surabaya (Indonesia)    | 1998 | Non disputato          | Non disputato       | Non disputato    | Non disputato |
| Kuala Lumpur (Malaysia) | 1999 | Åsa Svensson           | Erika de Lone       | 6–2, 6–4         |               |
| Kuala Lumpur (Malaysia) | 2000 | Henrieta Nagyová       | Iva Majoli          | 6–4, 6–2         |               |
| Bali (Indonesia)        | 2001 | Angelique Widjaja      | Joannette Kruger    | 7–6(2), 7–6(4)   |               |
| Bali (Indonesia)        | 2002 | Svetlana Kuznecova (1) | Conchita Martínez   | 3–6, 7–6(4), 7–5 |               |
| Bali (Indonesia)        | 2003 | Elena Dement'eva       | Chanda Rubin        | 6–2, 6–1         |               |
| Bali (Indonesia)        | 2004 | Svetlana Kuznecova (2) | Marlene Weingärtner | 6–1, 6–4         |               |
| Bali (Indonesia)        | 2005 | Lindsay Davenport (1)  | Francesca Schiavone | 6–2, 6–4         |               |
| Bali (Indonesia)        | 2006 | Svetlana Kuznecova (3) | Marion Bartoli      | 7–5, 6–2         |               |
| Bali (Indonesia)        | 2007 | Lindsay Davenport (2)  | Daniela Hantuchová  | 6–4, 3–6, 6–2    |               |
| Bali (Indonesia)        | 2008 | Patty Schnyder         | Tamira Paszek       | 6–3, 6–0         |               |

### Doppio
| Anno | Campionesse                             | Finalista                                  | Punteggio        |               |
| ---- | --------------------------------------- | ------------------------------------------ | ---------------- | ------------- |
| 1994 | Yayuk Basuki Romana Tedjakusuma         | Kyōko Nagatsuka Ai Sugiyama                | walkover         |               |
| 1995 | Petra Kamstra Tina Križan               | Nana Miyagi Stephanie Reece                | 2–6, 6–4, 6–1    |               |
| 1996 | Alexandra Fusai Kerry-Anne Guse (1)     | Tina Križan Noëlle van Lottum              | 6–4, 6–4         |               |
| 1997 | Kerry-Anne Guse (2) Rika Hiraki         | Maureen Drake Renata Kolbovic              | 6–1, 7–6         |               |
| 1998 | Non disputato                           | Non disputato                              | Non disputato    | Non disputato |
| 1999 | Jelena Kostanić Tina Pisnik             | Rika Hiraki Yuka Yoshida                   | 3–6, 6–2, 6–4    |               |
| 2000 | Henrieta Nagyová Sylvia Plischke        | Liezel Huber Vanessa Webb                  | 6–4, 7–6         |               |
| 2001 | Evie Dominikovic Tamarine Tanasugarn    | Janet Lee Wynne Prakusya                   | 6–7, 6–2, 6–3    |               |
| 2002 | Cara Black Virginia Ruano               | Svetlana Kuznecova Arantxa Sánchez         | 6–2, 6–3         |               |
| 2003 | María Vento-Kabchi Angelique Widjaja    | Émilie Loit Nicole Pratt                   | 7–5, 6–2         |               |
| 2004 | Anastasija Myskina Ai Sugiyama          | Svetlana Kuznecova Arantxa Sánchez Vicario | 6–3, 7–5         |               |
| 2005 | Anna-Lena Grönefeld Meghann Shaughnessy | Yan Zi Zheng Jie                           | 6–3, 6–3         |               |
| 2006 | Lindsay Davenport Corina Morariu        | Natalie Grandin Trudi Musgrave             | 6–3, 6–4         |               |
| 2007 | Ji Chunmei Sun Shengnan                 | Jill Craybas Natalie Grandin               | 6–3, 6–2         |               |
| 2008 | Hsieh Su-wei Peng Shuai                 | Marta Domachowska Nadia Petrova            | 6–7, 7–6, [10–7] |               |